# Opisthorchis viverrini
Opistorchiase
Espèce
Synonymes
- Distoma viverrini Poirier, 1886 (protonyme)

Opisthorchis viverrini est une espèce de trématodes de la famille des Opisthorchiidae qui peut parasiter les voies biliaires de plusieurs mammifères, dont l'humain, chez qui il provoque l'opisthorchiase. 

## Classification
L'espèce Opisthorchis viverrini est décrite par Poirier en 1886.

## Cycle biologique
Les œufs d'Opisthorchis viverrini sont expulsés par les selles d'un organisme infesté. Lorsqu'ils atteignent une étendue d'eau, ils sont consommés par des gastéropodes d'eau douce. Au bout d'un à deux mois, ils réalisent la reproduction asexuée, et ils libèrent des milliers de larves par jour dans l'eau.
Ces larves infestent ensuite des poissons d'eau douce. Les poissons les plus couramment infestés sont les cyprinidés. Au bout de 21 jours, ils s'enkystent sous la peau ou dans les muscles et deviennent infestant.
Leur hôte définitif est toujours un mammifère piscivore, comme l'humain, le chien, le chat, le porc, le vison, les belettes, les civettes et le rat domestique. Les réservoirs principaux sont le chat et le chien.

## Répartition
Il se rencontre dans toute la Thaïlande, le Laos, le Vietnam et le Cambodge. Il est très répandu dans le Nord de la Thaïlande, avec une prévalence élevée chez les humains. En 2001, environ 6 millions de personnes sont infectées par Opisthorchis viverrini en Thaïlande,. L'opisthorchiase ne se rencontre pas dans le sud de la Thaïlande.

## Chez l'humain
Chez l'humain, l'infestation par Opisthorchis viverrini provoque l'opisthorchiase.
Les humains deviennent infestés lorsqu'ils consomment de la viande de poisson crue ou insuffisamment cuite,.

Sa présence prédispose les personnes infectées à un cholangiocarcinome, un cancer des voies biliaires. Pour cette raison, le Centre international de recherche sur le cancer le classifie comme un cancérigène de classe 1.

Prévalence du cholangiocarcinome et dO. viverrini en Thaïlande entre 1990 et 2001

## Génétique
En 2007, seulement environ 5 000 marqueurs de séquences exprimées d’Opisthorchis viverrini sont connus, un ensemble de données beaucoup trop faible pour donner un aperçu suffisant en transcriptomes dans le cadre de la recherche génomique et moléculaire.
On sait qu'il a six paires de chromosomes, soit 2n = 12.